# ブレッド
ブレッド（Bled, ドイツ語：Veldes）は、スロベニアのゴレンスカ地方に位置する市である。ブレッドは、ハインリヒ2世王が司教・ブリクセンのアルブイン Albuin of Brixen へブレッドを授与したときに（1004年4月10日）初めて記述された。その後、1996年に地方行政区画としての市になるまで、統治者が何人も変わった。

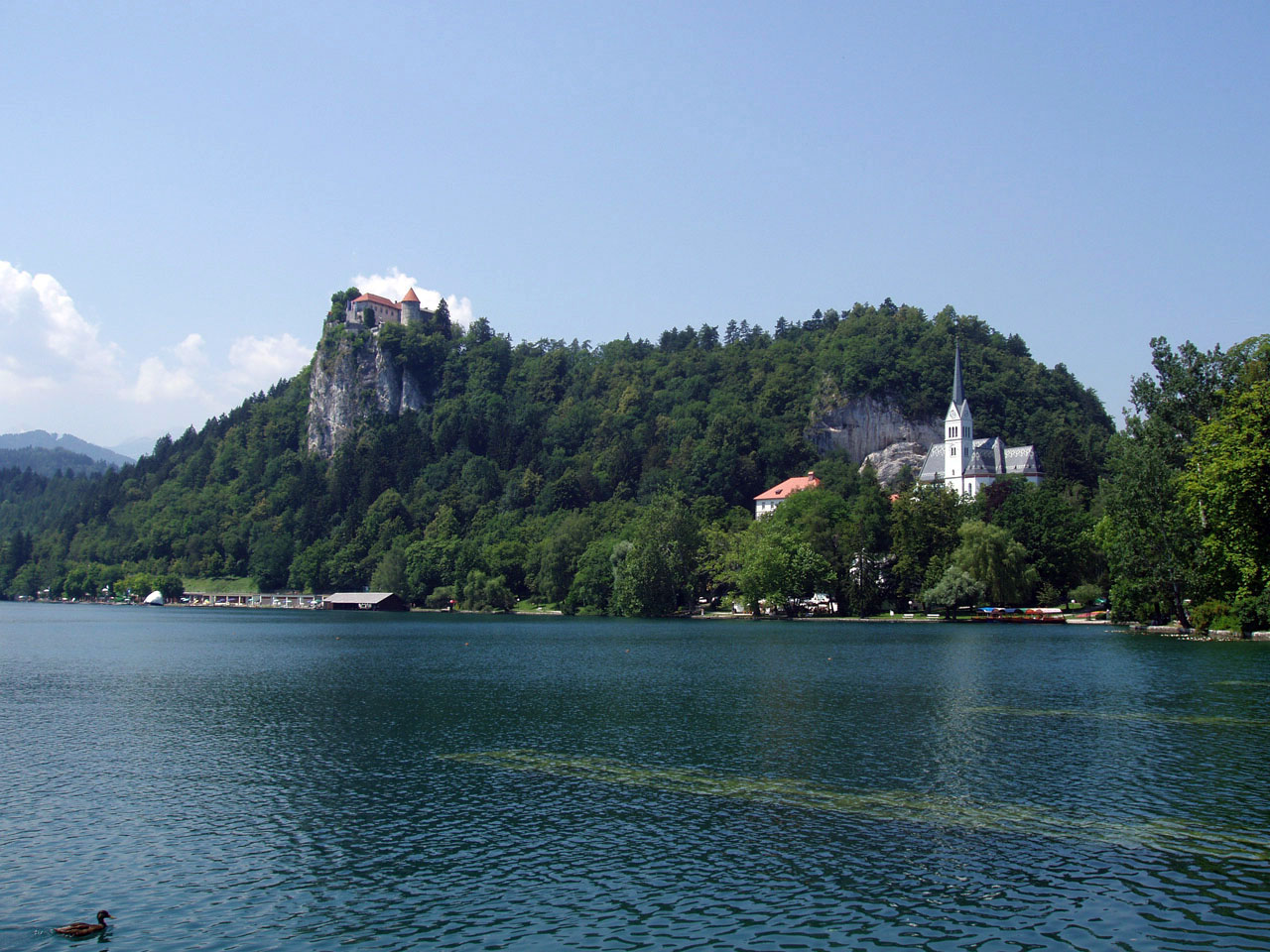
左はブレッド城、右は教会

ブレッドは、スロベニアを代表する観光地にもなっている、氷河により出来たブレッド湖で有名である。湖のそばには、岩で出来たブレッド城がある。また、ドイツのクリームケーキ(Cremeschnitte)が元となった、kremna rezinaやkremšnitaと呼ばれるケーキでも有名である。
ブレッドは温暖な気候のため、ヨーロッパ中の貴族が訪れていた。今日では、ブレッドは幅広いスポーツ活動（ゴルフ、釣り、乗馬）を享受する観光客の中心地となっており、そして、近隣の山を登山する人達の出発地にもなっている。また、重要な会議が開催されることもある。

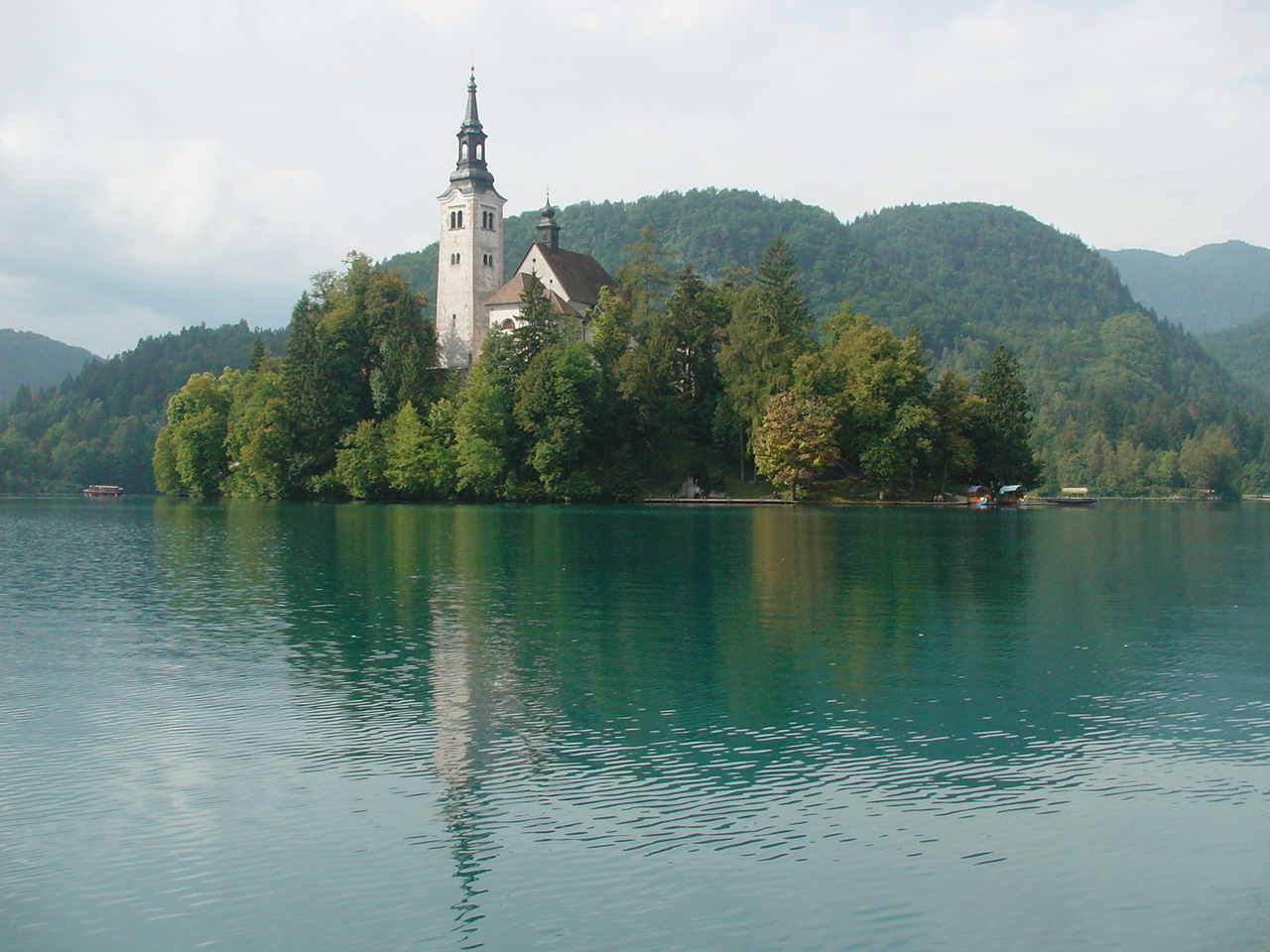
ブレッド島と聖マリア教会

ブレッド湖の中にはブレッド島があり、pletanaと呼ばれるボート、カヌーなどで行く。ブレッド島には聖マリア教会がある。聖マリア教会を訪れた人は、「鳴らすと願いが叶う」という伝説がある鐘を鳴らそうとする。しかし鐘を鳴らすためには、鐘とつながっている紐をかなり強い力で引っ張らないといけないので、全員が鳴らせるわけではない。先史時代の人間の痕跡が島に見られて、教会より前には愛と繁殖のスラブ人の女神であるŽivaの聖地があった。ブレッド島は、教会への98段の階段があり、伝統的な結婚式では新郎は新婦を担いで98段を昇ることになっている。その間、新婦はずっと沈黙しなければならない。

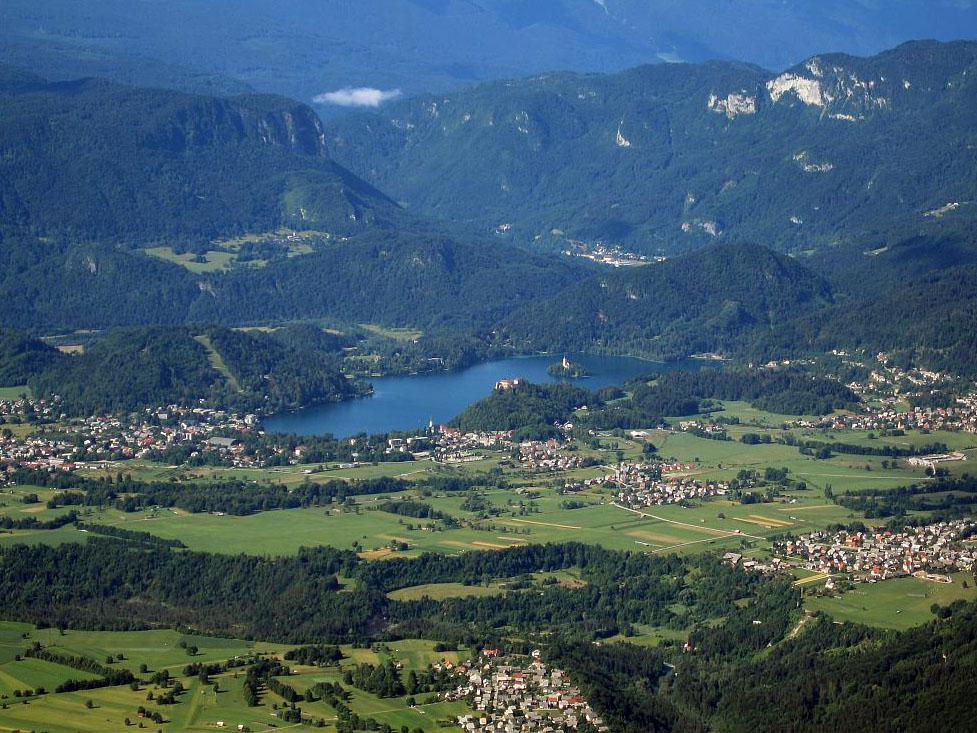
ブレッド湖周辺全景。ブレッド湖の中にブレッド島、ブレッド島のすぐ左下にブレッド城が見える。

## 姉妹都市
- ブレッサノーネ、イタリア